# René Laloux
René Laloux, född 13 juli 1929 i Paris, död 14 mars 2004, var en fransk målare och regissör av animerad film. Han hoppade av skolan som 13-åring och kom att syssla med träsnideri och akvarellmåleri. Han gjorde sin första animerade kortfilm 1960 medan han arbetade på ett mentalsjukhus. Den följdes av två kortfilmer gjorda i samarbete med författaren och tecknaren Roland Topor. Deras Les escargots från 1965 vann flera festivalpriser.
Laloux övergav filmen under några år för att åter syssla med måleri, men återvände 1969 och gjorde i samarbete med Topor långfilmen Den vilda planeten som fick premiär 1973. Denna science fiction-film efter en roman av Stefan Wul vann bland annat ett specialpris vid filmfestivalen i Cannes. Hans nästa långfilmsprojekt var Les maîtres du temps, återigen science fiction, och denna gång gjord i samarbete med serietecknaren Mœbius. Laloux gjorde en ytterligare långfilm, Sagan om Gandahar från 1987, med design av Caza. Denna nådde inte samma erkännande som de förra men fick kommersiella framgångar i Förenta staterna och Japan.
Laloux gjorde två ytterligare kortfilmer på 1980-talet med teckningar av Caza, La prisonnière efter Cazas egen serieförlaga och Comment Wang Fo fut sauvé efter en novell av Marguerite Yourcenar. Han regisserade även reklamfilmer.

## Filmografi
Kortfilmer
- Dents du singe (1960)
- Les temps morts (1964)
- Les escargots (1965)
- La prisonnière (1984)
- Comment Wang Fo fut sauvé (1987)
- L'œil du loup (1998) – endast manus

Långfilmer
- Den vilda planeten (La planète sauvage) (1973)
- Les maîtres du temps (1982)
- Sagan om Gandahar (Gandahar) (1987)